# Norfolk-Sud
Pour les articles homonymes, voir Norfolk.
Circonscription électorale fédérale du Canada
Norfolk-Sud ((en) Norfolk South) est une circonscription électorale fédérale de l'Ontario, représentée de 1867 à 1904.
C'est l'Acte de l'Amérique du Nord britannique de 1867 qui divisa le comté de Norfolk en deux districts électoraux, Norfolk-Nord et Norfolk-Sud. Abolie en 1903, elle fut en partie fusionnée avec Norfolk-Sud pour créer la nouvelle circonscription de Norfolk et l'autre partie servit pour Haldimand.

## Géographie
En 1867, la circonscription de Norfolk-Sud comprenait:
- Les cantons de Charlotteville, Houghton, Walsingham et Woodhouse

En 1882, la ville de Simcoe et le village de Port Dover furent ajoutés à la circonscription. Ce sera également le cas avec le canton de Walpole et le village de Port Rowan en 1892.

## Député
| Législature                            | Années    | Député | Député              | Parti        |
| -------------------------------------- | --------- | ------ | ------------------- | ------------ |
| Norfolk-Nord                           |           |        |                     |              |
| 1re                                    | 1867–1872 |        | Peter Lawson        | Libéral      |
| 2e                                     | 1872-1874 |        | William Wallace     | Conservateur |
| 3e                                     | 1874–1874 |        | John Stuart         | Libéral      |
| 3e                                     | 1874-1878 |        | William Wallace (2) | Conservateur |
| 4e                                     | 1878–1882 |        | William Wallace (2) | Conservateur |
| 5e                                     | 1882–1887 |        | Joseph Jackson      | Libéral      |
| 6e                                     | 1887–1891 |        | David Tisdale       | Conservateur |
| 7e                                     | 1891–1896 |        | David Tisdale       | Conservateur |
| 8e                                     | 1896–1900 |        | David Tisdale       | Conservateur |
| 9e                                     | 1900–1904 |        | David Tisdale       | Conservateur |
| Circonscription dissoute parmi Norfolk |           |        |                     |              |